# Приходько Олег Ігорович
Приходько Олег Ігорович (нар. 29 грудня 1954) — український редактор, сценарист. Член Національної Спілки кінематографістів України.

## Життєпис
Народився 29 грудня 1954 р. у Швенчьонеляї в Литві. Закінчив Всесоюзний інститут кінематографії (1985). 
Вів фільми: «Нині прослався син людський» (1990), «Господи, прости нас грішних» (1992) та ін.

## Фільмографія
- «Нині прослався син людський» (1990, редактор)

Автор сценаріїв кінокартин: 
- «Розпад» (1989, у співавт. з Михайлом Бєліковим)
- «Українська вендета» (1990)
- «Мана» (1991)
- «Спосіб вбивства» (1993)
- «Слід перевертня» (2001, у співавт.)
- «Усі повинні померти‎» (2007)
- «Психопатка»
- «Мім Бім, або Чуже життя» (2007)
- «Реквієм для свідка» (2008) та ін.